# BLK

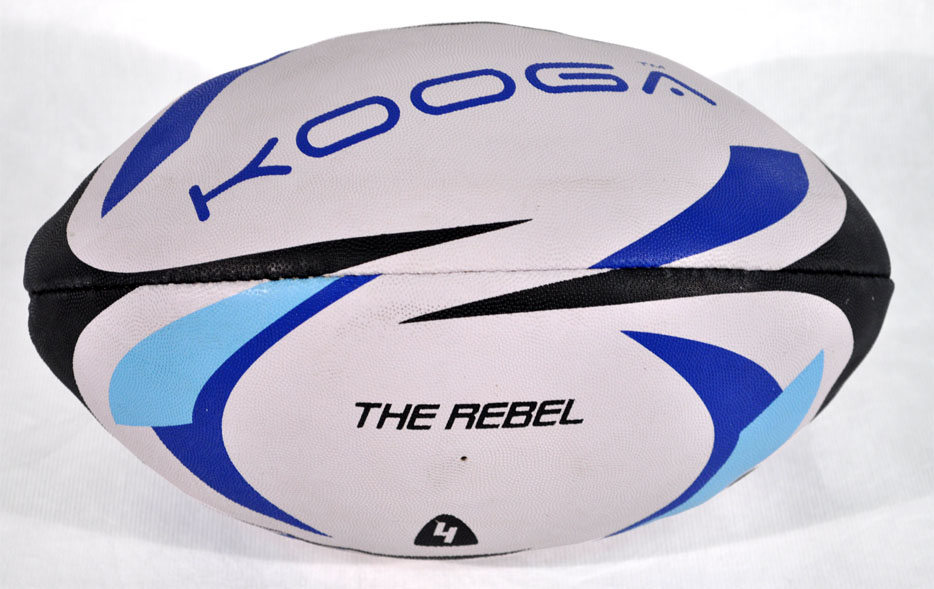
Balón de rugby.

Beyond Limits Known (en español: Más allá de los límites conocidos) conocida por su sigla comercial BLK y llamada hasta 2011 KooGa, es una empresa australiana fabricante de equipamiento y ropa deportiva.

## Historia
Kim Brant fundó la empresa en Mánchester, Reino Unido, en 1997 y con el nombre KooGa. Desde el comienzo se especializó en balones, chándales y uniformes deportivos para rugby, aprovechando la profesionalización de este deporte en 1995.
Abrió su oficina australiana en 1999 y luego, por razones económicas, ésta se convirtió en la sede central. En su país natal, KooGa elabora además productos de fútbol y netball. En 2011 Brant renombró la empresa como BLK.
Actualmente tiene una red de proveedores en Emiratos Árabes Unidos, Estados Unidos, Francia, Irlanda, Japón, Nueva Zelanda, Reino Unido y Sudáfrica. Las instalaciones más grandes de producción se encuentran en Australia y Fiyi.
En noviembre de 2016 la empresa matriz, World Rugby Specialists, fue puesta en suspensión de pagos y le generó graves problemas financieros a BLK. En enero de 2017, BLK fue adquirida por un consorcio de inversores de Fiyi y Timor Oriental.